# Miribel-les-Échelles
 Miribel-les-Échelles  es una población y comuna francesa, en la región de Ródano-Alpes, departamento de Isère, en el distrito de Grenoble y cantón de Saint-Laurent-du-Pont.

## Demografía
| 1218 | 1209 | 1245 | 1442 | 1607 | 1708 |
| Para los censos de 1962 a 1999 la población legal corresponde a la población sin duplicidades (Fuente: INSEE [Consultar]) |      |      |      |      |      |